# Ontamarama
Ontamarama es un juego de ritmo publicado por Atlus y desarrollado por Noise Factory para la Nintendo DS. Fue lanzado en Japón el 7 de junio del 2007 y en Norteamérica el 6 de noviembre del mismo año. El juego utiliza la funcionalidad del tacto y del micrófono. Este juego se trata de un sucesor espiritual o un homenaje al juego de la arcade Rod-Land (1990), creado por Jaleco; como a iguales que hicieron con el juego de Evoga, Rage of the Dragons (2002), se hizo un homenaje a la serie Double Dragon creado por Technos Japan.

## Argumento
La historia se centra en los espíritus musicales coloridos llamados Ontama, donde viven en una isla tropical, un mundo pacífico de belleza y ritmo natural. Los Ontama son extremadamente valiosos para la gente de allí porque su naturaleza lúdica y su música relajante traen felicidad a todos; Los ontamaestros dedican su vida a estudiar a los Ontama y aprender a orquestarlos para hacer músicas.
Un chico y una chica, llamados Beat y Rest (son reencarnaciones de Rit y Tam de Rod-Land), que viven en una isla tropical y que son rivales amistosos qué aspiran a ser famosos Ontamaestros, y su Ontamaestra llamada Code (que era la reencarnación de la madre de Rit y Tam). Un día, en el OntaConservatory donde estudian, encuentran a un debilitado Ontama en medio de la carretera. Esto les sorprende porque los Ontama raramente aparecen allí. Resulta que un joven demonio quien buscaba el poder llamado Blast (pero en realidad, es Sequiro reencarnado), está capturando los Ontamas. El jugador elige para jugar a Beat o Rest y lucha contra los captores.

## Gameplay
El gameplay es una combinación de Dance Dance Revolución (DDR) y Élite Beat Agents. El jugador tiene que ajustarse al ritmo y a los colores. Soplando al micrófono se aclara la pantalla de todos los Ontama, pero esto sólo puede ser utilizado un número limitado de veces.
Hay un medidor que indica lo bien que el jugador lo está haciendo. El jugador tendrá que volver a comenzar la canción si el nivel cae a cero.